# Статика

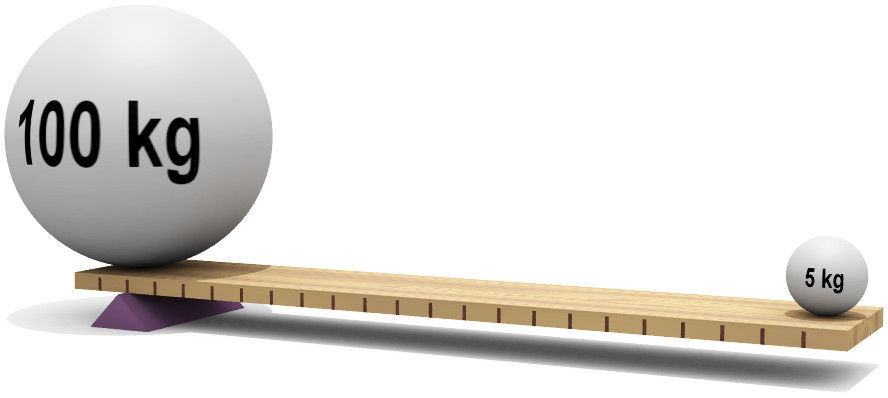
Важіль демонструє принципи статики

Статика — розділ механіки, в якому вивчають умови рівноваги нерухомих тіл.

## Основні рівняння
Якщо на певне тверде тіло діють сили {\displaystyle \mathbf {F} _{i}}, що прикладені в точках {\displaystyle \mathbf {r} _{i}}, то умовами непорушності тіла будуть рівняння
{\displaystyle \sum _{i}\mathbf {F} _{i}=0}
{\displaystyle \sum _{i}\mathbf {r} _{i}\times \mathbf {F} _{i}=0}.
Перше рівняння означає, що рівнодійна усіх сил, які діють на тіло, дорівнює нулю. Друге рівняння означає, що сумарний момент сил, які діють на тіло, дорівнює нулю.
Доволі часто в інженерних розрахунках відомі тільки частина сил, які діють на тіло, тоді інші сили можна визначити з наведених вище основних рівнянь, як сили реакції.